# Дубасово (Московская область)
Дуба́сово — деревня в Шатурском муниципальном районе Московской области, в составе сельского поселения Пышлицкое. Расположена в юго-восточной части Московской области в 0,5 км к востоку от Белого озера. Население — 21 чел. (2013). Деревня известна с 1623 года. Входит в культурно-историческую местность Ялмать.

## Название
В письменных источниках вплоть до конца XVIII века упоминается как сельцо Толстовское. На межевой карте Рязанской губернии 1850 года к первоначальному названию приписывается второе — Толстовская, Дубасова, которое со второй половины XIX века становится основным — Дубасово, Толстовское. В списке населенных мест Рязанской губернии 1905 года обозначена как Дубасовское (Толстовское тож).
Первоначальное название связано с фамилией Толстых, предполагаемых владельцев сельца. В 1686 году владельцем деревни был Дубасов Иван Афанасьевич, от которого произошло современное название.

## Физико-географическая характеристика

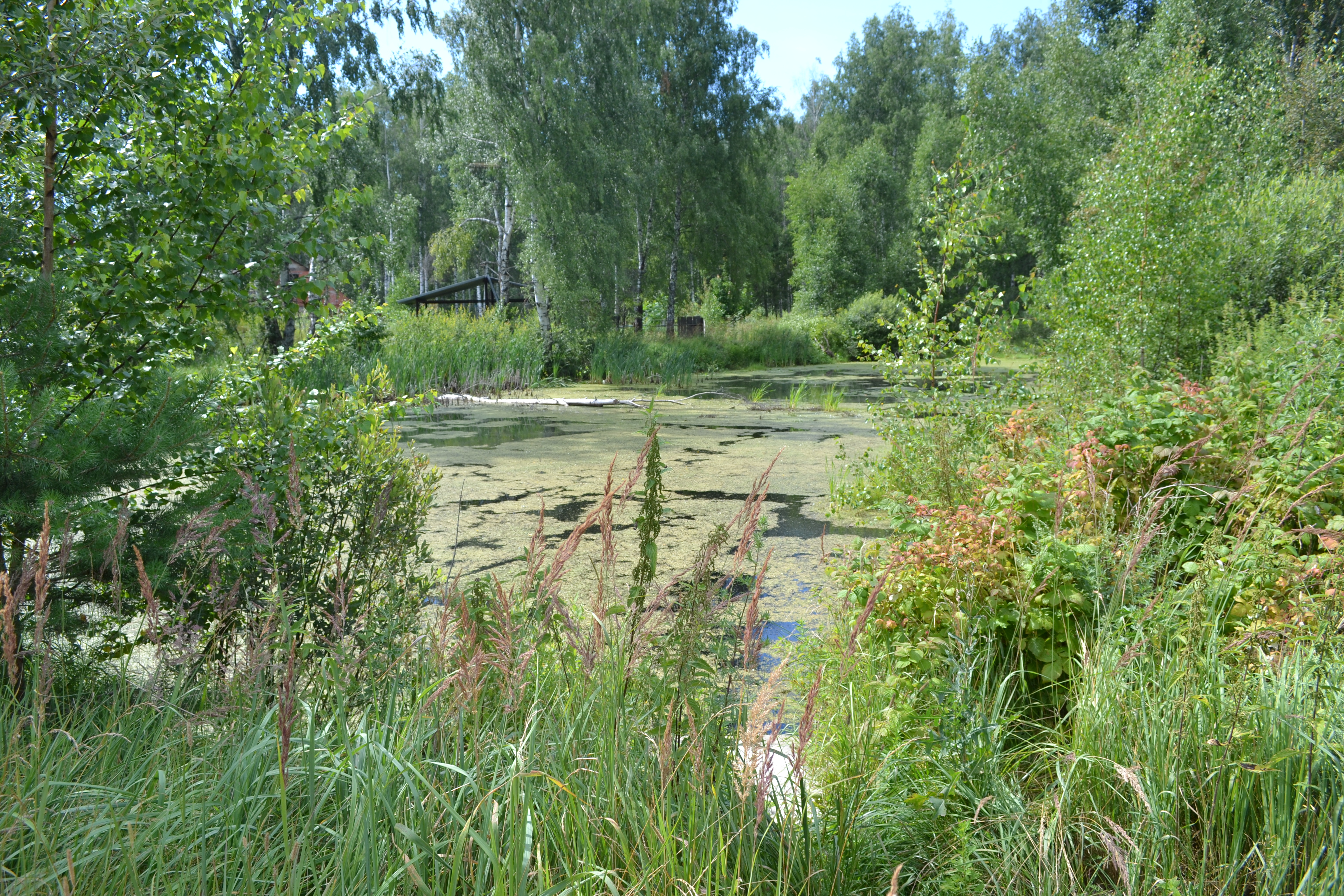
Пруд в деревне Дубасово

Деревня расположена в пределах Мещёрской низменности, относящейся к Восточно-Европейской равнине, на высоте 117 м над уровнем моря. Рельеф местности равнинный. Со всех сторон деревня окружена лесами. К западу от деревни расположен государственный природный заказник «Озеро Белое близ д. Дубасово и прилегающие леса», площадью 150 га. Белое озеро — единственное в области место произрастания полушника щетинковидного, занесённого в Красные книги России и Московской области. Также здесь встречаются редкие растения росянка и лютик стелющийся.
По автомобильной дороге расстояние до МКАД составляет около 161 км, до районного центра, города Шатуры, — 60 км, до ближайшего города Спас-Клепики Рязанской области — 20 км, до границы с Рязанской областью — 4 км. Ближайший населённый пункт — посёлок санатория «Озеро Белое», расположенный в 1 км к северо-западу от деревни.
Деревня находится в зоне умеренно континентального климата с относительно холодной зимой и умеренно тёплым, а иногда и жарким, летом. В окрестностях деревни распространены дерново-подзолистые почвы с преобладанием суглинков и глин.
В деревне, как и на всей территории Московской области, действует московское время.

## История

### С XVII века до 1861 года
В XVII веке деревня Дубасово входила в Тереховскую кромину волости Муромское сельцо Владимирского уезда Замосковного края Московского царства. Первым известным владельцем деревни был Степан Михайлович Ресницын. После его смерти, в 7131 (1622/23) году поместье досталось его вдове Авдотье Богдановской и сыну Василию. В писцовой книге Владимирского уезда 1637—1648 гг. Дубасово описывается как деревня на суходоле с тремя дворами, один из которых был помещика, при деревне имелись пахотные земли среднего качества и сенокосные угодья:

В Тереховской кромине сельцо, что была деревня Толстовская на суходоле, а в нём двор их помещиков. Да бобылей двор Климко Михайлов сын Балмушников да дети его Митрошко да Дейко, да внук его Фомка Микитин. Двор Евсевейко Тимофеев да сын его Гаврилко, да зять его Самсонко Герасимов. Пашни паханые, середние земли и с отъезжею с Останинскою пашнею восемнадцать чет в поле, а в дву по тому ж; сена около поль и по речке по Пошице, и на Брылинской, двадцать копен
В 1686 году владельцем деревни был Дубасов Иван Афанасьевич.

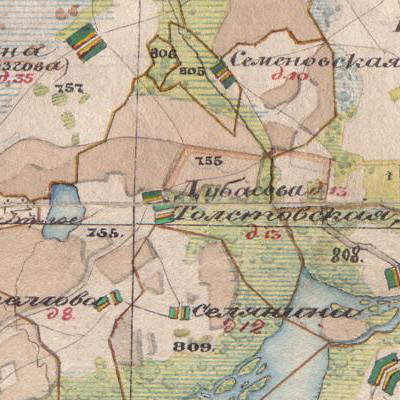
Деревня Дубасово на карте 1850 года

В результате губернской реформы 1708 года деревня оказалась в составе Московской губернии. После образования в 1719 году провинций деревня вошла во Владимирскую провинцию, а с 1727 года — во вновь восстановленный Владимирский уезд.
В 1778 году образовано Рязанское наместничество (с 1796 года — губерния). Впоследствии вплоть до начала XX века Дубасово входило в Егорьевский уезд Рязанской губернии.
В Экономических примечаниях к планам Генерального межевания, работа над которыми проводилась в 1771—1781 гг., деревня описана следующим образом:

Сельцо Толстовское с деревнями Артемовской и Семеновской Настасьи Лукиной детям Александры, Елизаветы Николаевых дочерей Дубасовых (20 дворов, 59 мужчин, 58 женщин). Сельцо и деревни на суходолах, в сельце дом господский деревянный, при нём сад регулярный. Земля иловатая, хлеб и покосы средственны, лес дровяной, крестьяне на пашне
В последней четверти XVIII века деревня принадлежала поручице Настасье Лукиничне Ждановой и её дочерям Александре и Елизавете, с 1797 года — майорше Александре Николаевне Щукиной, в 1811 году — генерал-майору Василию Александровичу Новосильцеву, с 1827 года — действительному статскому советнику Александру Васильевичу Новосильцеву.
По данным X ревизии 1858 года, деревня принадлежала губернскому секретарю Василию Александровичу Новосильцеву. По сведениям 1859 года Дубасово (Толстовское) — владельческая деревня 2-го стана Егорьевского уезда на Касимовском тракте, при колодцах. На момент отмены крепостного права владелицей деревни была помещица Федорова (Лукина).

### 1861—1917
После реформы 1861 года из крестьян деревни было образовано одно сельское общество, которое вошло в состав Дерсковой волости.
В 1885 году был собран статистический материал об экономическом положении селений и общин Егорьевского уезда. В деревне было общинное землевладение. Земля была поделена по ревизским душам. Переделы мирской земли (пашни и луга) происходили по мере надобности, обычно через 10 и более лет. В общине был только дровяной лес, который делили ежегодно. На топливо хватало своего леса. Надельная земля находилась в одной меже. Сама деревня находилась в середине надельной земли. Дальние полосы отстояли от деревни на четверть версты. Пашня была разделена на 130 участков. Длина душевых полос от 5 до 50 сажень, а ширина от 1 до 2 аршин. Крестьяне общины снимали ежегодно у помещика лес для пастбища скота.
Почвы были супесчаные, пашни — высокие, частью бугроватые. Покосы в основном болотистые. Прогоны были удобные. В деревне был небольшой пруд и почти у каждого дома колодцы с хорошей водой. Своего хлеба не хватало, поэтому его покупали в селе Спас-Клепиках. Сажали рожь, овёс, гречиху и картофель. У крестьян было 11 лошадей, 31 корова, 56 овец, 40 свиней, а также 30 плодовых деревьев и 10 колодок пчёл. Избы строили деревянные, крыли деревом и железом, топили по-белому.
Деревня входила в приход села Фрол (Радушкино). Главным местным промыслом было вязание сетей для рыбной ловли, которым занимались исключительно женщины. Отхожими промыслами занимались 35 мужчин и 1 женщина. Почти все мужчины были плотниками, только 1 печник. На заработки уходили в основном в Урюпинскую станицу и в Ростов-на-Дону, но также и в Московскую губернию.
В начале XX века ближайшее почтовое отделение и земская лечебница находились в селе Дмитровский Погост.

### 1917—1991
В 1919 году деревня Дубасово в составе Дерсковской волости была передана из Егорьевского уезда во вновь образованный Спас-Клепиковский район Рязанской губернии. В 1921 году Спас-Клепиковский район был преобразован в Спас-Клепиковский уезд, который в 1924 году был упразднён. После упразднения Спас-Клепиковского уезда деревня передана в Рязанский уезд Рязанской губернии. В 1925 году произошло укрупнение волостей, в результате которого деревня оказалась в укрупнённой Архангельской волости. В ходе реформы административно-территориального деления СССР в 1929 году деревня вошла в состав Дмитровского района Орехово-Зуевского округа Московской области. В 1930 году округа были упразднены, а Дмитровский район переименован в Коробовский.
В 1930 году деревня Дубасово входила в Дубасовский сельсовет Коробовского района Московской области.
В начале 30-х годов в деревне был организован колхоз им. Ежова (впоследствии дважды переименовывался, сначала в колхоз «Новая жизнь», затем в колхоз им. XVII съезда партии). Известные председатели колхоза: Козлов (1933—1934 гг.), Хрусталёв (июнь 1934—1935 гг.), Шишонина (1938 год), Рыжкова (1940 год), Божьев (1946—1948 гг.), Силонов (1950 год).
Дети из деревни Дубасово посещали начальную школу, расположенную в самой деревне.
В конце 1930-х годов жертвами политических репрессий стал один житель деревни — Журавлев Яков Иванович.
Во время Великой Отечественной войны в армию были призваны 22 жителя деревни. Из них 10 человек погибли, 6 пропали без вести. Уроженец деревни, Божьев Михаил Александрович (1921 г.р.), служил в разведвзводе 43-й армии; демобилизован по ранению в 1943 году в звании лейтенанта; был награждён орденом Отечественной войны II степени, медалями «За отвагу» и «За победу над Германией».

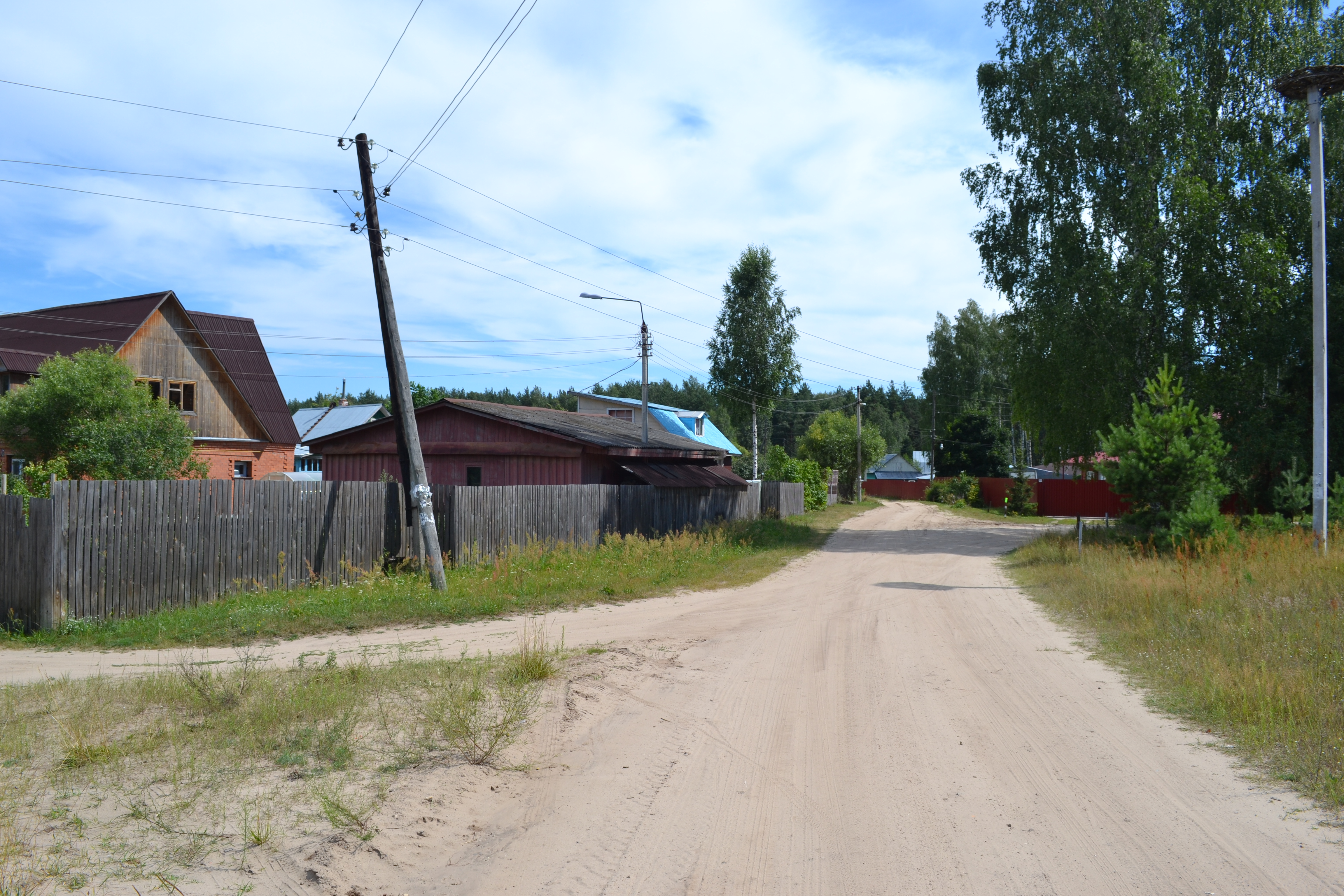
Улица в деревне

В 1951 году было произведено укрупнение колхозов, в результате которого деревня Дубасово вошла в колхоз «Новая жизнь», впоследствии в ходе второго укрупнения в 1958 году деревня вошла в колхоз им. Кирова.
В 1959 году деревня была передана из упразднённого Дубасовского сельсовета в Пышлицкий сельсовет.
3 июня 1959 года Коробовский район был упразднён, Пышлицкий сельсовет передан Шатурскому району.
В 1960 году был создан совхоз «Пышлицкий», в который вошли все соседние деревни, в том числе Дубасово.
С конца 1962 года по начало 1965 года Дубасово входило в Егорьевский укрупнённый сельский район, созданный в ходе неудавшейся реформы административно-территориального деления, после чего деревня в составе Пышлицкого сельсовета вновь передана в Шатурский район.

### С 1991 года
В феврале 1992 года из Пышлицкого сельсовета выделен Белоозёрский сельсовет, в состав которого вошло Дубасово. В 1994 году в соответствии с новым положением о местном самоуправлении в Московской области Белоозёрский сельсовет был преобразован в Белоозёрский сельский округ. В 2004 году Белоозёрский сельский округ был упразднён, а его территория включена в Пышлицкий сельский округ. В 2005 году образовано Пышлицкое сельское поселение, в которое вошла деревня Дубасово.

## Население
| 1812 | 1858 | 1859 | 1868 | 1885 | 1905 | 1970 |
| ---- | ---- | ---- | ---- | ---- | ---- | ---- |
| 74   | ↗80  | →80  | ↗88  | ↗126 | ↘116 | ↘27  |
| 1993 | 2002 | 2006 | 2010 | 2011 | 2013 |      |
| ↘13  | ↗18  | →18  | ↗29  | ↘28  | ↘21  |      |

Первые сведения о жителях деревни встречаются в писцовой книге Владимирского уезда 1637—1648 гг., в которой учитывалось только податное мужское население (крестьяне и бобыли). В деревне Толстовская было три двора: один помещичий двор и два бобыльских двора, в которых проживало 7 бобылей.
В переписях за 1812, 1858 (X ревизия), 1859 и 1868 годы учитывались только крестьяне. Число дворов и жителей: в 1812 — 74 чел.; в 1850 году — 13 дворов; в 1858 году — 37 муж., 43 жен.; в 1859 году — 13 дворов, 37 муж., 43 жен.; в 1868 году — 17 дворов, 43 муж., 45 жен.
В 1885 году был сделан более широкий статистический обзор. В деревне проживало 126 крестьян (22 двора, 64 муж., 62 жен.), из 20 домохозяев трое не имели своего двора, а у пятерых было две и более избы. На 1885 год грамотность среди крестьян деревни составляла почти 8 % (10 человек из 126), также 4 мальчиков посещали школу.
В 1905 году в деревне проживало 116 человек (21 двор, 54 муж., 62 жен.), в 1970 году — 12 дворов, 27 чел.; в 1993 году — 12 дворов, 13 чел.; в 2002 году — 18 чел. (7 муж., 11 жен.).
По результатам переписи населения 2010 года в деревне проживало 29 человек (11 муж., 18 жен.), из которых трудоспособного возраста — 16 человек, старше трудоспособного — 6 человек, моложе трудоспособного — 7 человек.
Жители деревни по национальности в основном русские (по переписи 2002 года — 61 %, ещё у 33 % национальность не указана).
Деревня входила в область распространения Лекинского говора, описанного академиком А. А. Шахматовым в 1914 году.

## Социальная инфраструктура
Ближайшие предприятия торговли расположены в посёлке санатория «Озеро Белое». Там же находятся обслуживающие жителей деревни дом культуры, библиотека и отделение «Сбербанка России». Медицинское обслуживание жителей деревни обеспечивают Белоозёрская амбулатория, Коробовская участковая больница и Шатурская центральная районная больница. Ближайшее отделение скорой медицинской помощи расположено в Дмитровском Погосте. Среднее образование жители деревни получают в Пышлицкой средней общеобразовательной школе.
Пожарную безопасность в деревне обеспечивают пожарные части № 275 (пожарные посты в селе Дмитровский Погост и деревне Евлево) и № 295 (пожарные посты в посёлке санатория «Озеро Белое» и селе Пышлицы).
Деревня электрифицирована. Центральное водоснабжение отсутствует, потребность в пресной воде обеспечивается общественными и частными колодцами.
Для захоронения умерших жители деревни, как правило, используют кладбище, расположенное около посёлка Фрол. До середины XX века рядом с кладбищем находилась Покровская церковь, в состав прихода которой входила деревня Дубасово.

## Транспорт и связь

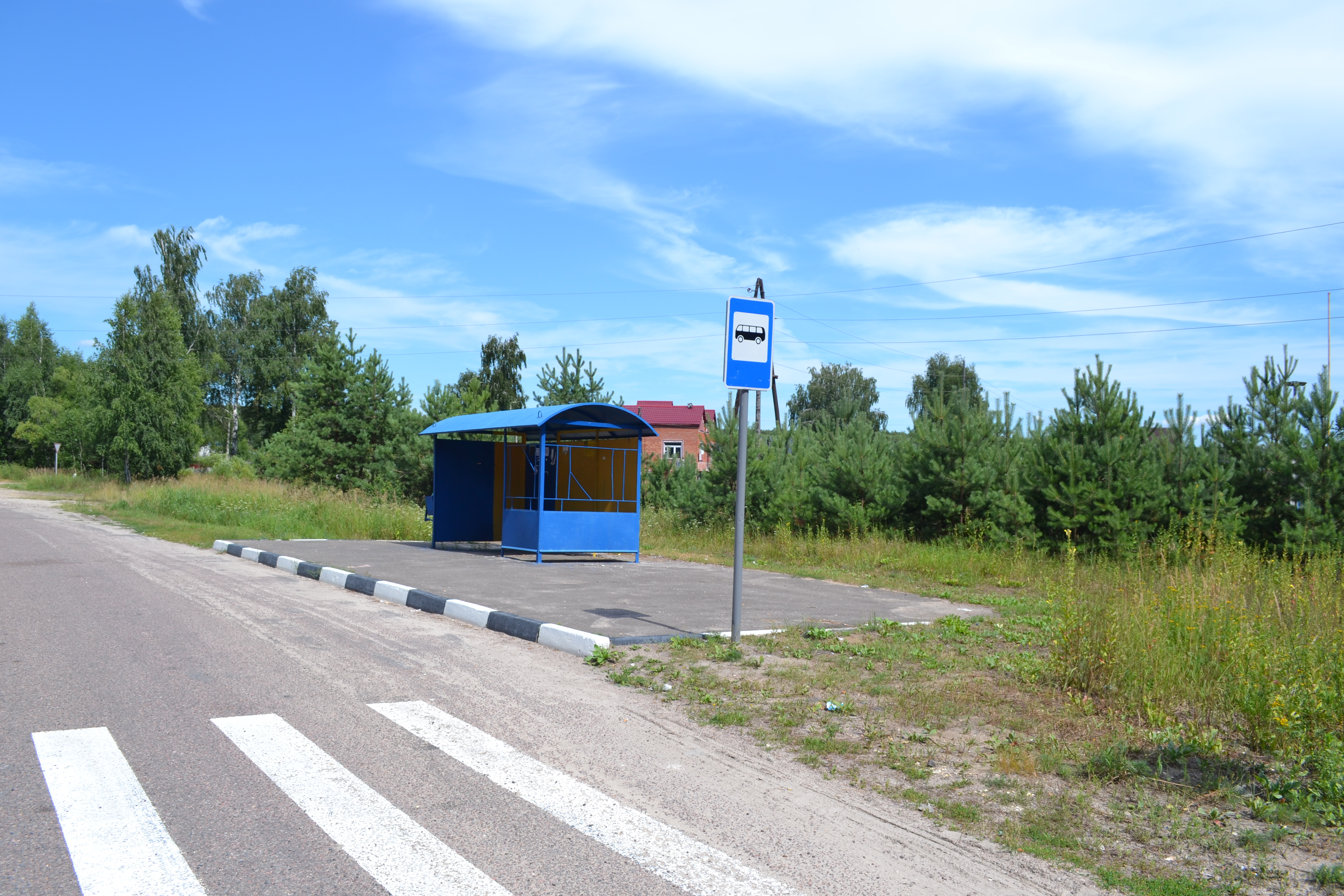
Остановка в деревне

Рядом с деревней проходит автомобильная дорога регионального значения Р105 (Егорьевское шоссе), на которой имеется остановочный пункт маршрутных автобусов «Дубасово». Деревня связана автобусным сообщением с районным центром — городом Шатурой и станцией Кривандино (маршруты № 130 и № 579), селом Дмитровский Погост и деревней Гришакино (маршрут № 40). Кроме того, по Егорьевскому шоссе проходят несколько маршрутов до города Москвы. Ближайшая железнодорожная станция Кривандино Казанского направления находится в 50 км по автомобильной дороге.
В деревне доступна сотовая связь (2G и 3G), обеспечиваемая операторами «Билайн», «МегаФон» и «МТС». Ближайшее отделение почтовой связи, обслуживающее жителей деревни, находится в посёлке санатория «Озеро Белое».

## Памятники археологии
К западу от деревни, на восточном берегу озера Белого обнаружена неолитическая стоянка. В ходе раскопок найдена лепная керамика с ямочно-гребенчатой орнаментацией льяловской или рязанской культуры. Территория памятника разрушена.